# Ferdinand de Tyrol
Ferdinand II, archiduc d'Autriche, comte de Tyrol et de l'Autriche antérieure (Ferdinand de Tyrol ou Ferdinand II de Tyrol (ou du Tyrol)), né le 14 juin 1529 et mort le 24 janvier 1595, est le fils cadet de l'empereur germanique Ferdinand Ier et d'Anne Jagellon, princesse royale de Bohême et de Hongrie.

## Biographie
Il obtint, à 18 ans, en 1547, le gouvernement de la Bohême, qu'il conserve jusqu'en 1563. Il se maria en secret (a priori en 1557) avec une femme issue de la bourgeoisie, Philippine Welser. Cette absence de noblesse pour Philippine posa quelques problèmes quant à la place de leurs deux fils, André et Charles, à la cour : lorsqu'ils avouèrent leur union, la famille impériale accepta à condition que le mariage restât secret, et l'empereur titra les deux enfants comtes de Burgau. Quoi qu'il en soit, cette union était morganatique, et les fils de Ferdinand et Philippine n'étaient pas dynastes.
En mourant, son père lui légua le comté de Tyrol et de l'Autriche antérieure (1564). En 1567, Ferdinand II quitta le château de Prague et la Bohême pour s'installer à Innsbruck au château d'Ambras, qu'il avait converti en château Renaissance pour son épouse Philippine Welser. Ils vécurent au château d'Ambras (Tyrol) et, bien que la résidence principale de Ferdinand fût en ville, il passa le plus clair de son temps au château. Philippine tomba malade et mourut en 1580 à l'âge de 53 ans.
En 1582, Ferdinand (53 ans) se remaria avec sa nièce Anne-Catherine de Mantoue (1566-1621), qui était plus jeune de 37 ans (16 ans). Anne-Catherine mit au monde 3 filles, dont Anne d'Autriche, qui épousa en 1611 son cousin le futur empereur Matthias Ier du Saint-Empire (1557-1619), lequel, également, était bien plus âgé que sa fiancée, et Marie d'Autriche (1584–1649).
Ferdinand II de Tyrol mourut en 1595. À sa mort, son successeur (son second fils morganatique Charles de Burgau) vendit le château à l'empereur Rodolphe II. Puis, le château fut laissé à l'abandon.

## Collections
L'archiduc Ferdinand II était un des collectionneurs les plus importants de la maison d'Autriche. À Innsbruck à partir de 1570, Il fit construire son propre édifice muséal (le Château bas d'Ambras) pour abriter ses collections, célèbres dans le monde entier. Les salles d'armes et d'armures réunissent des chefs-d'œuvre consacrés à l'art des harnois en Europe. Le Cabinet d'art et de merveilles, le seul cabinet de la Renaissance conservé sur son site initial, est un témoignage historique incomparable. Les manuscrits de la collection Ambras de l'archiduc Ferdinand II ont été inscrits sur le Registre international Mémoire du monde de l'UNESCO en 2018. Conformément à la mode du XIXe siècle, les objets des collections impériales de la maison d'Autriche ont été redistribués. Une partie de la collection de Ferdinand II a été transférée au Kunsthistorisches Museum de Vienne, qui a ouvert ses portes en 1891. L'autre partie importante est toujours exposée aujourd'hui au château d'Ambras ; celui-ci est par conséquent le plus ancien musée du monde. Le musée Schloss Ambras Innsbruck fait partie du Kunsthistorisches Museum de Vienne depuis 1950.

## Tournois
Son intérêt personnel et passionné pour les tournois contribua fortement à l'intérêt de ce sport chevaleresque à la cour des Habsbourg. Il organisa de nombreux tournois à Prague quand il y était gouverneur. En 1557, un tournoi masqué se déroula dans les jardins de Hradschin qui est évoqué dans une série d'aquarelles qui, sur le modèle du Freydal de Maximilien Ier, représentent tous les tournois tenus à Prague, Pilsen et Vienne à partir de 1549. Le livre des tournois de Ferdinand du Tyrol constitue l'une des sources les plus importantes sur les tournois à la cour de Prague. On peut y découvrir les chevaliers de la cour de Bohême costumés en jeunes mariés, en Orientaux ou bien encore en Turcs.
En 1557, il tint à Prague un « tournois à la hussard » lors duquel un groupe était costumé en chevaliers chrétiens et hongrois, et un autre en Turcs et en Maures. Ce tournoi évoquait le combat des Habsbourg contre l'islam en Europe de l'Est et en Afrique du Nord. Le costume turc faisait référence au danger venant de l'Est qui, depuis la bataille de Mohàcs en 1526, n'avait cessé de se préciser. Il existe aussi une interprétation romantique de cette composition antiturque, liée à l'influence du roman de chevalerie qui eut un énorme succès au XVIe siècle et produisit en Italie des œuvres littéraires qui firent fureur comme l'Orlando Furioso de Ludovico Ariosto ou la Gerusalemme liberata de Torquato Tassto. Ces épopées décrivent de grands guerriers musulmans à côté des héros chrétiens. Les membres de cette société aristocratique ont très bien pu aussi s'identifier aux héros orientaux et maures.